# Eugen Püntener
Eugen Püntener (* 7. Januar 1904 in Luzern; † 31. Juli 1952 in Altdorf, heimatberechtigt in Schattdorf) war ein Schweizer Bildhauer und Holzschneider.

## Leben und Werk
Eugen Püntener war ein Sohn eines aus Schattdorf stammenden Textilkaufmanns und der Emma, geborene Halter aus Giswil. Seit seiner Geburt litt Püntener unter einer Gehörschädigung, was ihn zeitlebens zum Aussenseiter machte. Nach einer abgebrochenen Buchhändlerlehre in Frankreich besuchte Püntener die Dresdner Kunstakademie und wurde von Karl Albiker unterrichtet. Anschliessend hielt er sich in Belfort, St. Gallen und Zürich auf.
1931 liess sich Püntener in Altdorf nieder. Fast ständig bedrängt durch finanzielle Not oder durch Depressionen schuf er in seinem äusserst dürftig eingerichteten Atelier zahlreiche Bildnisse in verschiedenen Materialien und viele Grabmäler. Unterstützung fand er in seiner Partnerin, der Malerin Yvonne Brandt.
Er erhielt Aufträge für verschiedene Schulhausbrunnen im Uri sowie einen Fries am Haus einer Bäckerei beim Gemeindehausplatz in Altdorf. Püntener war Mitglied der Gesellschaft Schweizerischer Maler, Bildhauer und Architekten (GSMBA), Sektion Luzern. Er stellte seine Werke u. a. im Kunstmuseum Bern, Kunstmuseum Luzern und Kunsthaus Zürich aus.